# Isohypsibius prosostomus
Isohypsibius prosostomus är en djurart som tillhör fylumet trögkrypare, och som beskrevs av Thulin 1928. Isohypsibius prosostomus ingår i släktet Isohypsibius och familjen Hypsibiidae. Arten är reproducerande i Sverige.

## Underarter
Arten delas in i följande underarter:
- I. p. prosostomus
- I. p. cambrensis